# Nội chiến Hy Lạp
Cuộc Nội chiến Hy Lạp (tiếng Hy Lạp: ο Eμφύλιος [Πόλεμος]) bắt đầu từ năm 1946 và chấm dứt vào năm 1949. Cuộc chiến xảy ra khi quân Đồng Minh bao gồm Anh Quốc, Hoa Kỳ hỗ trợ quân đội chính phủ quốc gia Hy Lạp chống lại Quân đội Dân chủ Hy Lạp, lực lượng vũ trang của Đảng Cộng sản Hy Lạp, với yểm trợ quân sự từ các nước xã hội chủ nghĩa bao gồm Liên Xô, Bulgaria, Nam Tư và Albania.
Tranh chấp giữa hai phái khuynh hữu và khuynh tả bắt đầu từ năm 1943 khi Hy Lạp bị quân Đức-Ý xâm chiếm. Khi quân Đồng Minh đánh đuổi quân Đức-Ý ra khỏi Hy Lạp, cuộc tranh giành thế lực giữa hai phe đưa đến tranh chấp vũ trang. Đây là cuộc chiến tiêu biểu đầu tiên của Chiến tranh Lạnh. Với một số học giả, đây là ví dụ điển hình của chính sách phương Tây can thiệp vào chuyện nội bộ của nước ngoài. Một số khác thì cho đây là bằng chứng đầu tiên của mật ước phân chia ảnh hưởng giữa Stalin và Churchill.
Trong những năm Hy Lạp bị chiếm đóng, chính phủ lưu vong không kiểm soát được tình hình chính trị trong nước và các thế lực kháng chiến tự động thành lập với nhiều đường hướng chính trị khác nhau - lớn mạnh nhất là phong trào cộng sản Mặt trận Giải phóng Quốc gia Hy Lạp (EAM). Bắt đầu từ mùa thu năm 1943, xung đội giữa EAM và các lực lượng kháng chiến khác ngày càng tăng cao với các vụ chạm súng kéo dài cho đến mùa xuân năm 1944, khi cuộc hòa giải đưa đến việc thành lập chính phủ lâm thời với 6 nghị viên thuộc EAM.
Tháng 12 năm 1944, Hy Lạp được quân Đồng Minh kéo vào giải phóng. EAM lúc này là lực lượng chủ yếu, phản đối quân Anh, đòi giành quyền cai quản thủ đô Athens. Quân Anh đánh bại quân EAM và lực lượng vũ trang của mặt trận này bị giải tán. Nhưng EAM vẫn còn có mặt trong quốc hội và tiếp tục giằng co với phe khuynh hữu.
Năm 1946, Đảng Cộng sản Hy Lạp chỉ huy dưới hỗ trợ của các nước xã hội chủ nghĩa Đông Âu (Albania, Nam Tư, Bulgaria và Liên Xô) thiết lập lực lượng du kích Quân đội Dân chủ Hy Lạp đánh nhau chống lại quân đội Quốc gia Hy Lạp và quân Đồng Minh, trong đó có Anh và Hoa Kỳ. Sau vài chiến thắng đầu tiên, quân đội Dân chủ Hy Lạp yếu dần. Sự kiện chia rẽ giữa Stalin và Tito cũng làm sút giảm sức mạnh của họ. Bên kia, quân Mỹ tiếp tục tăng cường viện trợ cho chính phủ Hy Lạp và đưa đến chiến thắng cuối cùng.
Sau chiến thắng của chính phủ thân phương Tây, Hy Lạp trở thành thành viên của khối liên hiệp phòng vệ NATO. Cuộc nội chiến là tiền đề cho chính sách chống cộng của Hy Lạp, dẫn đến việc ra đời Chính quyền Quân sự Hy Lạp (1967–1974).